# Kielekänjärvi
Kielekänjärvi är en sjö i kommunen Orivesi i landskapet Birkaland i Finland. Sjön ligger 134,8 meter över havet. Arean är 61 hektar och strandlinjen är 10,92 kilometer lång. Sjön  ingår i Kumo älvs huvudavrinningsområde.   Den ligger omkring 27 km nordöst om Tammerfors och omkring 170 km norr om Helsingfors. 